# Gerard Beale

a Compétitions nationales et continentales officielles uniquement.

b Matchs officiels uniquement.
Gerard Beale, né le 18 juillet 1990 à Brisbane (Australie), est un joueur de rugby à XIII néo-zélandais évoluant au poste d'arrière, de centre ou d'ailier. Il fait ses débuts en National Rugby League (« NRL ») avec les Broncos de Brisbane lors de la saison 2009, il rejoint en 2013 les Dragons de St George Illawarra puis en 2015 les Sharks de Cronulla-Sutherland avec lesquels il remporte la NRL en 2016. Il a revêtu également le maillot de la Nouvelle-Zélande avec laquelle il a remporté le Tournoi des Quatre Nations 2014. Par ailleurs, il est le cousin du joueur de rugby à XV Zinzan Brooke.

## Palmarès
- Collectif :
  - Vainqueur du Tournoi des Quatre Nations : 2014 (Nouvelle-Zélande).
  - Vainqueur de la National Rugby League : 2016 (Sharks de Cronulla-Sutherland).
  - Finaliste du Tournoi des Quatre Nations : 2016 (Nouvelle-Zélande).

### En sélection

#### Quatre Nations
| Édition             | Rang      | Résultats pays | Résultats Beale | Matchs Beale |
| ------------------- | --------- | -------------- | --------------- | ------------ |
| Quatre Nations 2011 | 1er tour  | 1 v, 0 n, 2 d  | 1 v, 0 n, 1 d   | 2/3          |
| Quatre Nations 2014 | Vainqueur | 4 v, 0 n, 0 d  | 1 v, 0 n, 0 d   | 1/4          |

Légende : v = victoire ; n = match nul ; d = défaite.

### En club

#### Statistiques
| Saison                            | Club                              | Compétition                       | Matchs | Points | Essais | Goals | Drops |
| --------------------------------- | --------------------------------- | --------------------------------- | ------ | ------ | ------ | ----- | ----- |
| 2009                              | Brisbane Broncos                  | National Rugby League             | 1      | 0      | 0      | 0     | 0     |
| 2010                              | Brisbane Broncos                  | National Rugby League             | 10     | 8      | 2      | 0     | 0     |
| 2011                              | Brisbane Broncos                  | National Rugby League             | 27     | 40     | 10     | 0     | 0     |
| 2012                              | Brisbane Broncos                  | National Rugby League             | 25     | 32     | 8      | 0     | 0     |
| 2013                              | St. George Illawarra Dragons      | National Rugby League             | 5      | 0      | 0      | 0     | 0     |
| 2014                              | St. George Illawarra Dragons      | National Rugby League             | 24     | 40     | 10     | 0     | 0     |
| 2015                              | Cronulla-Sutherland Sharks        | National Rugby League             | 26     | 8      | 2      | 0     | 0     |
| 2016                              | Cronulla-Sutherland Sharks        | National Rugby League             | 24     | 24     | 6      | 0     | 0     |
| Total Brisbane Broncos            | Total Brisbane Broncos            | Total Brisbane Broncos            | 63     | 80     | 20     | 0     | 0     |
| Total St George Ilawarra Dragons  | Total St George Ilawarra Dragons  | Total St George Ilawarra Dragons  | 29     | 40     | 10     | 0     | 0     |
| Total Cronnulla-Sutherland Sharks | Total Cronnulla-Sutherland Sharks | Total Cronnulla-Sutherland Sharks | 50     | 32     | 8      | 0     | 0     |
| Total                             | Total                             | Total                             | 142    | 152    | 38     | 0     | 0     |